# Вайомія Таєс
Вайомія Таєс (англ. Wyomia Tyus; нар. 29 серпня 1945) — американська легкоатлетка, яка спеціалізувалася в бігу на короткі дистанції.

## Досягнення
Олімпійська чемпіонка-1964 з бігу на 100 метрів та володарка срібної медалі Ігор-1964 в естафетному бігу 4×100 метрів.
У 1968, на наступних Іграх у Мехіко, вперше в історії олімпійської «стометрівки» захистила на цій дистанції звання олімпійської чемпіонки та здобула ще одне «золото» в естафеті 4×100 метрів.
Ексрекордсменка світу з бігу на 100 ярдів та 100 метрів, а також в естафеті 4×100 метрів (загалом в активі спортсменки 8 ратифікованих світових рекордів).

## Основні міжнародні виступи
| Рік  | Змагання             | Місто    | Місце | Дисципліна |
| ---- | -------------------- | -------- | ----- | ---------- |
| 1964 | Олімпійські ігри     | Токіо    | 1     | 100 м      |
| 1964 | 2                    | 4×100 м  |       |            |
| 1967 | Панамериканські ігри | Вінніпег | 1     | 200 м      |
| 1968 | Олімпійські ігри     | Мехіко   | 1     | 100 м      |
| 1968 | 6                    | 200 м    |       |            |
| 1968 | 1                    | 4×100 м  |       |            |

## Відео виступів
- Фінал бігу на 100 м на Олімпійських іграх-1964 на YouTube (англ.)
- Фінал бігу на 100 м на Олімпійських іграх-1968 на YouTube